# أرتور مونتيل
أرتور مونتيل (بالإسبانية: Arturo Montiel)‏ هو سياسي مكسيكي، ولد في 15 أكتوبر 1943 في المكسيك. حزبياً، نشط في الحزب الثوري المؤسساتي. وقد انتخب عضو مجلس النواب المكسيك.